# Ysabella
Ysabel o Ysabella (ante 1180 ? – ...) è stata una trobairitz del XIII secolo.
Quasi niente si conosce di lei con certezza, ma sono state avanzate molte ipotesi. È stata identificata con:
- Isabella (morta nel 1205), figlia di Amalrico I di Gerusalemme e Maria Comnena, vedova di Corrado del Monferrato (morta nel 1192)[2]
- Isabella, Marchesa di Bodonitsa (1278–1286), figlia di Guido Pallavicini (morto nel 1237)[3][4]
- Isabella, Triarca di Negroponte (1217), vedova di Ravano dalle Carceri[5]
- Un'altrimenti innominata figlia di Guglielmo V del Monferrato (morto nel 1191), sorella di Bonifacio di Tessalonica, e moglie di Alberto Malaspina[4]
- Un'altrimenti innominata donna del Périgord[6]

## Storia
Ysabella viene menzionata in alcuni componimenti di Elias Cairel. "Estat ai dos ans" è dedicata a ma dona Ysabelh (alla mia signora Ysabel). La tornada di "Mout mi platz lo doutz temps d'abril" contiene il verso Don'Izabel, ma chanso prezen: a Donna Isabella, la mia canzone d'amore. Anche "Pois chai la fuoilla del garric" menziona ma dona Izabel. Elias viaggia in Grecia dopo l'evento della quarta crociata (1202–1204) ed è a Tessalonica, alla corte di Bonifacio, entro il 1207. Nel 1215 torna in Italia, dove rimane fino al 1225. È possibile che abbia incontrato Isabella in Grecia o in Italia, se si trattasse della parente di Bonifacio o di Pellavicini.
Ad Ysabella è attribuita quindi una tenzone con Elias, "N'Elyas Cairel, de l'amor". Nei primi studi sulle trobairitz, veniva comunemente supposto che alcune donne meno note, come Ysabella, nominate quali interlocutrici della controparte maschile, non fossero state in realtà donne reali, ma piuttosto delle invenzioni dei trovatori al fine di creare delle tensos con un interlocutore dell'altro sesso, sebbene oggi la sua esistenza sia presunta. La sua tenso è stata tradotta in inglese (Bogin), francese (Pierre Bec) e tedesco (Oskar Schultz e, più recentemente, Angelica Rieger). 
La composizione della tenso tra Elias e Ysabella è stata materia di discussione. Il più recente editore del corpus di Elias, Giosuè Lachin, crede che la tenso fosse stata composta in Grecia nel 1204. La canzone in antico francese, "L'autrier avint en chel autre païs", del troviero Conon de Béthune, che Elias conosceva, ha molte similarità tematiche con la tenso di Ysabella, anche se dissimile metricamente. Interessante per la determinazione della provenienza della tenso è la menzione nel verso 40 di lo patriarch'Iuan ("il patriarca Giovanni"), un possibile riferimento al patriarca Giovanni X di Costantinopoli (1199–1206).
La tenso si apre con Ysabella che richiama con tenerezza il precedente amore tra lei ed Elias. La veridicità della loro relazione è di solito accettata ed Elias viene considerato il corteggiatore di Ysabella, in Aquitania, Grecia, o Italia. Qualunque sia il contesto storico, Ysabella ed Elias non sono chiaramente più in relazione quando il loro dialogo inizia, ed Elias le attribuisce la colpa della rottura. Ciò scatena un'ondata di aggressioni verbali che terminano con la confessione di scortesia da parte di Elias e la loro riconciliazione, con Ysabella che si offre di aiutarlo in merito alla sua nuova donna e lui che, secondo i canoni della cortesia, rinuncia a svelare il suo nome del nuovo amore. Nelle stanze centrali, questa struttura di base può essere vista come una deviazione dalle norme dell'amor cortese (con Ysabella che insulta invece di compiacersi del suo amante, e lui che ha un'altra storia d'amore nonostante il suo affetto ininterrotto) e un conseguente ritorno alla norma nelle stanze di chiusura. Recentemente, Catherine Ganiere, analizzando l'uso delle negazioni degli interlocutori, ha argomentato che Ysabella fosse più turbata nei suoi sentimenti intimi (di essere amata), mentre Elias era più preoccupato per l'aspetto superficiale, vale a dire, il comportamento cortese, la posizione sociale, ecc.
Nei fatti, la composizione rientra perfettamente nel canone dei generi trobadorici: i temi dell'amore non sincero, del rimprovero da parte della donna e della riconciliazione si collocano perfettamente nella norma della poesia dei trovatori; Anche il nuovo amore di Elias, indipendentemente dalla possibilità che si tratti di un amore vero, è un motivo topico: la chanson de change è un genere poetico abbastanza diffuso. Persino Dante, nella Vita nuova, sarà tentato da una donna diversa da Beatrice. Ciò non toglie che alla base degli elementi topici possano esserci stati degli eventi reali (l'innamoramento per Ysabella, l'allontanamento, il nuovo amore), che restano tuttavia quasi sempre inattingibili. 